# Długosiodło
Długosiodło – wieś w Polsce położona w województwie mazowieckim, w powiecie wyszkowskim, w gminie Długosiodło. Ma status sołectwa. Leży nad rzeką Wymakracz.
Miejscowość jest siedzibą gminy Długosiodło.
| SIMC    | Nazwa     | Rodzaj    |
| ------- | --------- | --------- |
| 0509360 | Czwórki   | część wsi |
| 0509399 | Folwark   | kolonia   |
| 0509407 | Podborze  | kolonia   |
| 0509376 | Poświętne | część wsi |

## Historia
Wieś jest notowana w dokumencie potwierdzającym uposażenie biskupstwa w Płocku. Nazwa odnosi się do sioła, czyli osady (w językach słowiańskich).
Dnia 5 sierpnia 1262 pod Długosiodłem miała miejsce przegrana bitwa mazowieckiego rycerstwa ze sprzymierzonymi siłami Litwinów, Rusinów i Jaćwingów dowodzonymi przez Mendoga i Szwarna.
Prywatna wieś duchowna położona była w drugiej połowie XVI wieku w powiecie kamienieckim ziemi nurskiej województwa mazowieckiego.
W latach 1921–1931 wieś leżała w województwie białostockim, w powiecie ostrołęckim, w gminie Długosiodło.

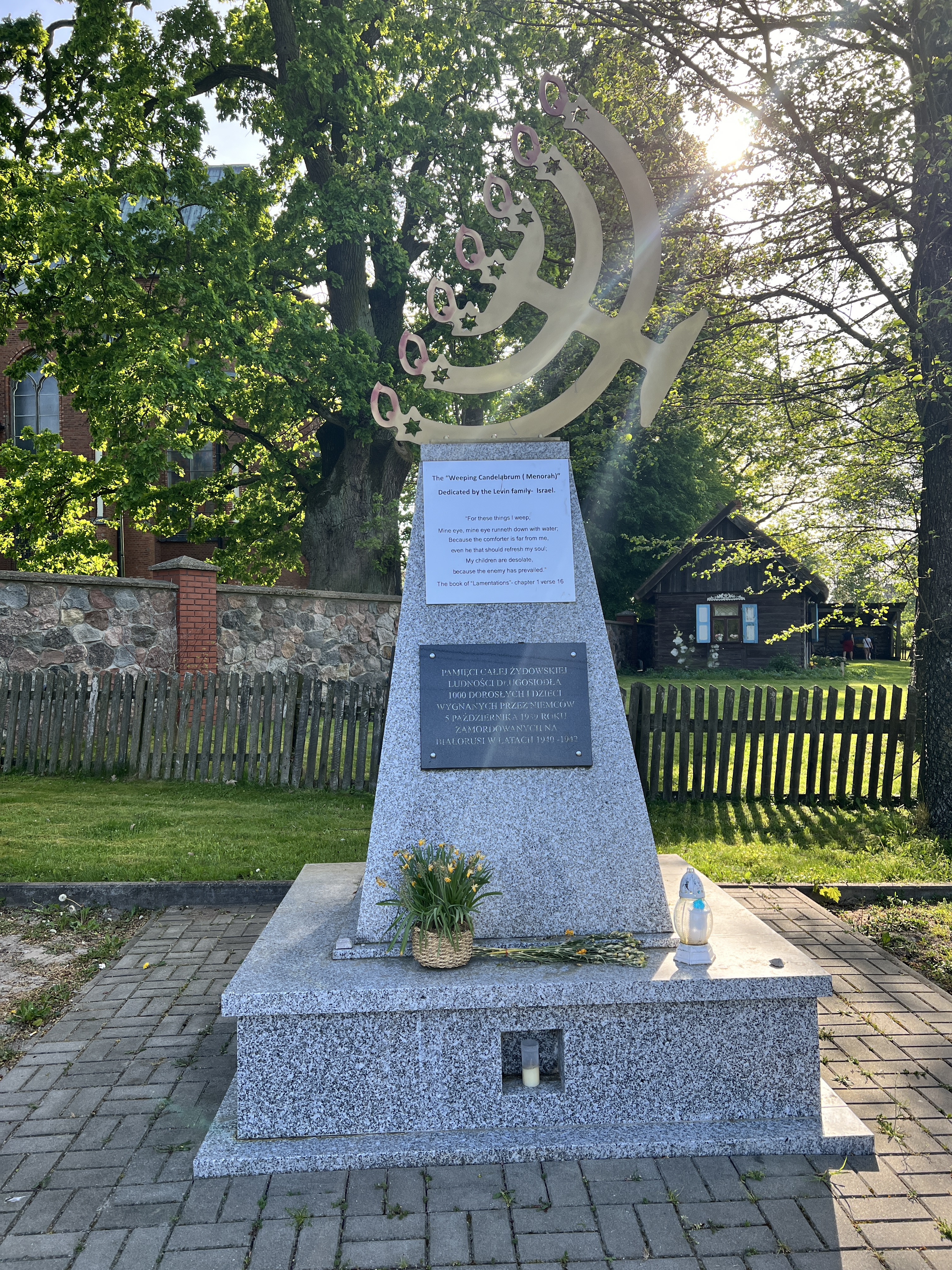
Pomnik społeczności żydowskiej w Długosiodle

Według Powszechnego Spisu Ludności z 1921 roku wieś zamieszkiwało 1744 osoby, 942 było wyznania rzymskokatolickiego, 1 ewangelickiego a 801 mojżeszowego. Jednocześnie 987 mieszkańców zadeklarowało polską przynależność narodową a 757 żydowską. Było tu 260 budynków mieszkalnych. Miejscowość należała do parafii rzymskokatolickiej w Długosiodle. Podlegała pod Sąd Grodzki w Ostrowie i Okręgowy w Łomży; właściwy urząd pocztowy mieścił się w Długosiodle.
W wyniku agresji III Rzeszy na Polskę we wrześniu 1939 wieś znalazła się pod okupacją niemiecką i przez cały jej okres wchodziła w skład dystryktu warszawskiego Generalnego Gubernatorstwa.
W latach 1954–1972 wieś należała i była siedzibą władz gromady Długosiodło. W latach 1975–1998 miejscowość należała administracyjnie do województwa ostrołęckiego.
W miejscowości znajduje się kościół, który jest siedzibą parafii św. Rocha, ufundowanej w 1481 roku.
Od 2003 r. w Długosiodle odbywają się organizowane przez gminę i nadleśnictwo Wyszków Mistrzostwa Polski Dziennikarzy i Aktorów w grzybobraniu.
Opodal kościoła rośnie okazały dąb szypułkowy Jan, o obwodzie pnia 710 cm i wysokości 25,5 m. Jego wiek to około 534 lat (miał zostać posadzony podczas budowy pierwszej kaplicy w parafii)

Zabytki
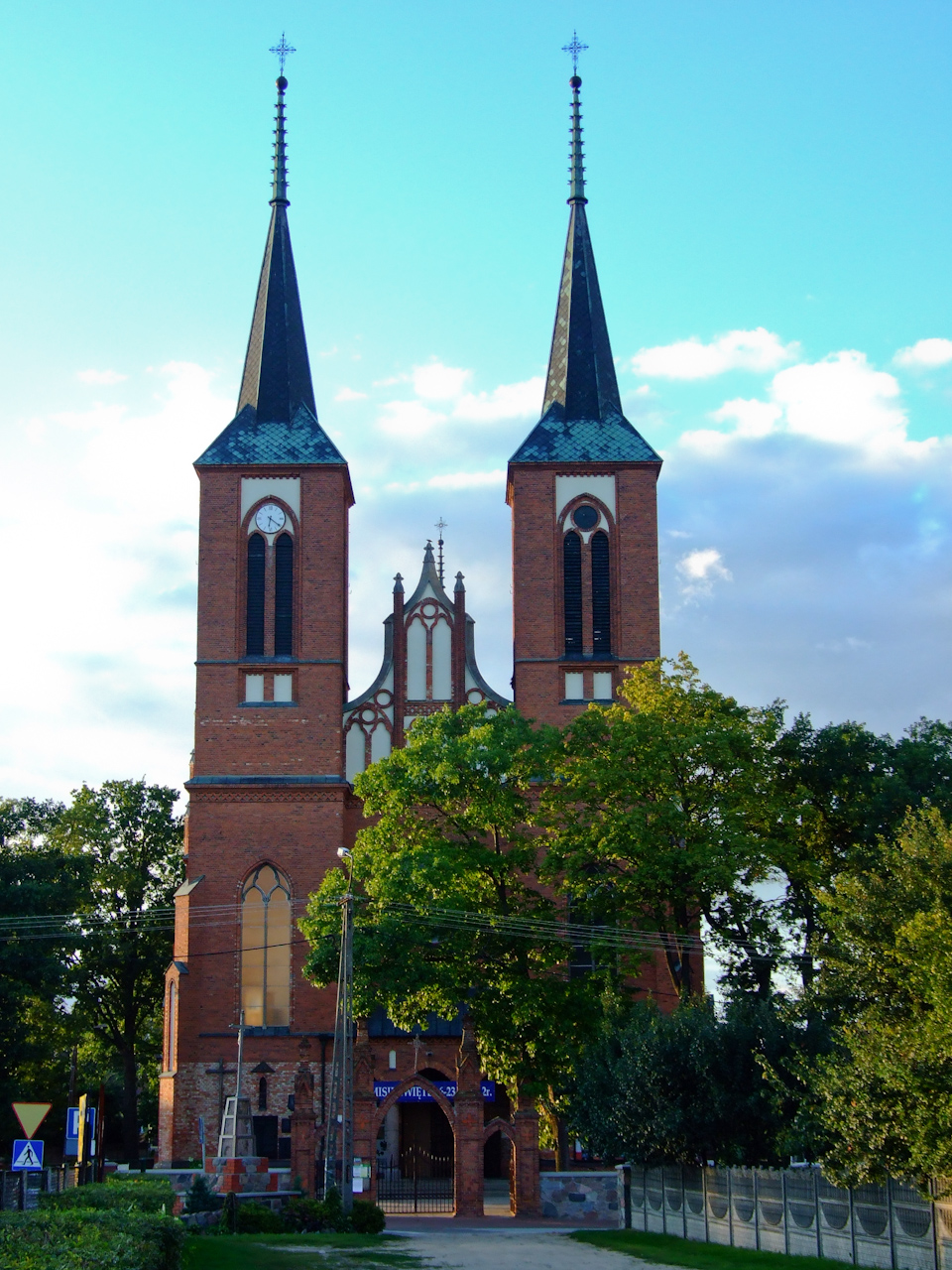
Kościół Wniebowzięcia NMP – front
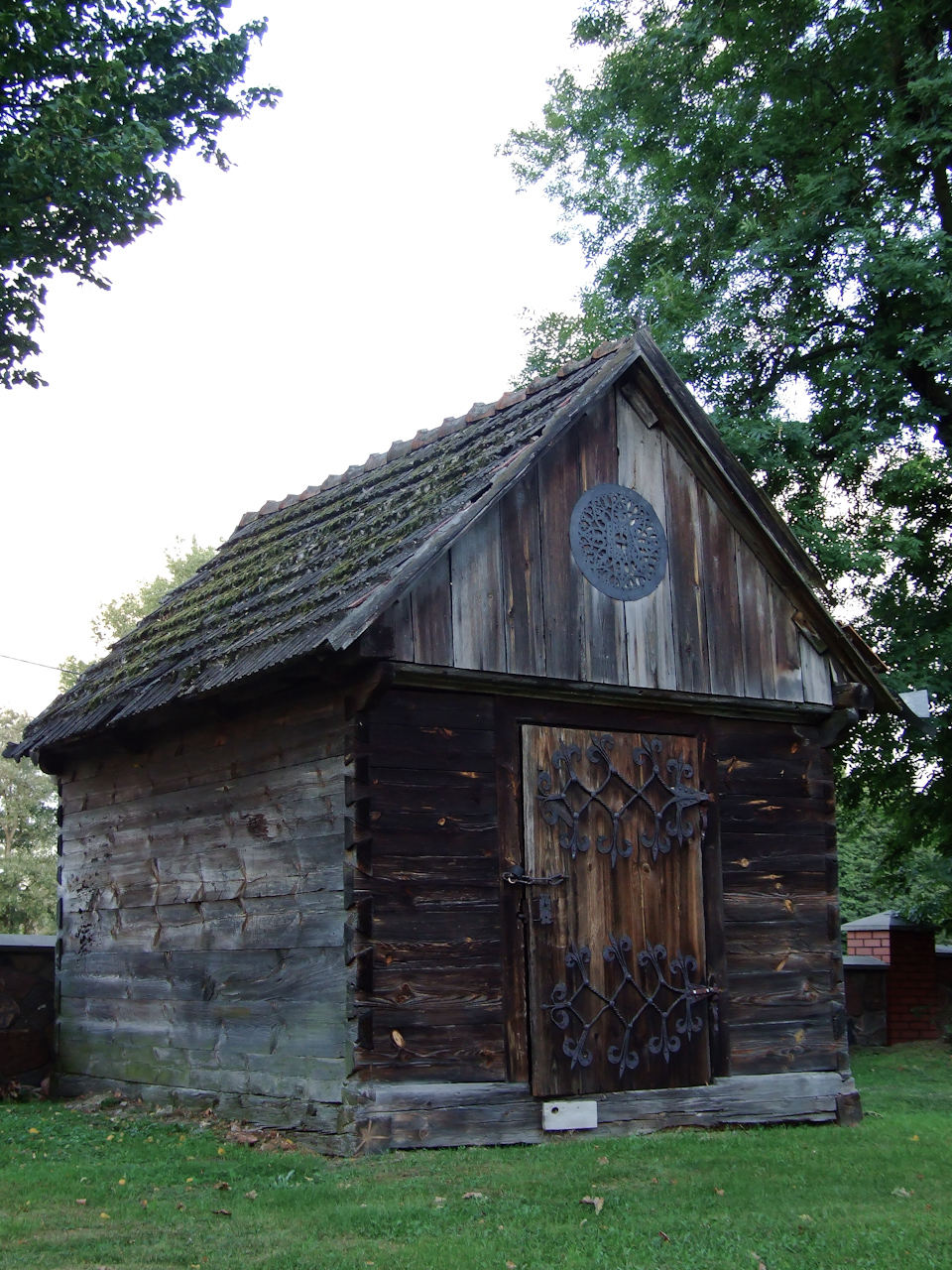
Drewniana kostnica (XIX/XX w.) z gotyckim skrzydłem drzwiowym
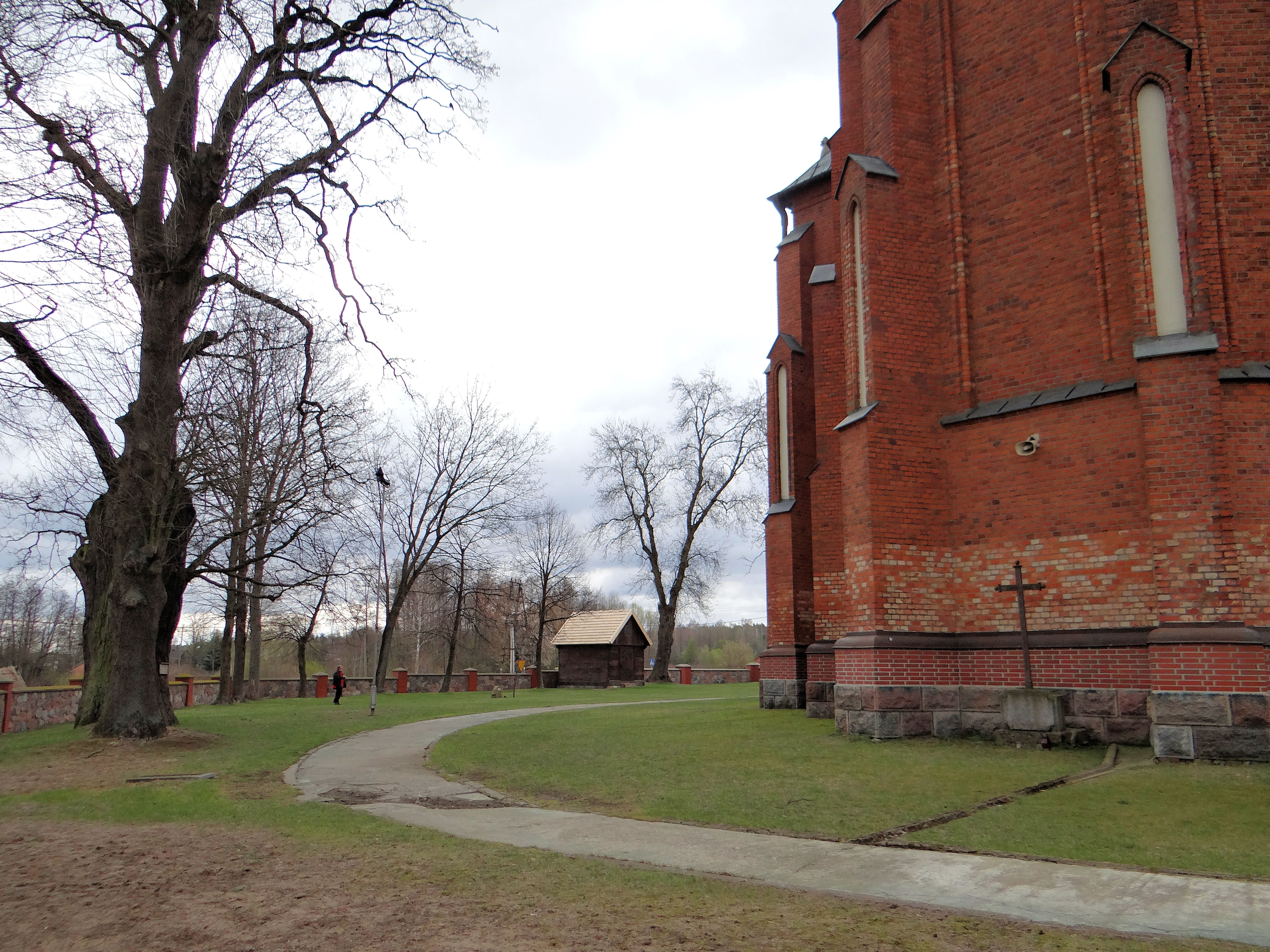
Pomnik przyrody:Dąb Jan na dziedzińcu kościoła św Rocha

Murale
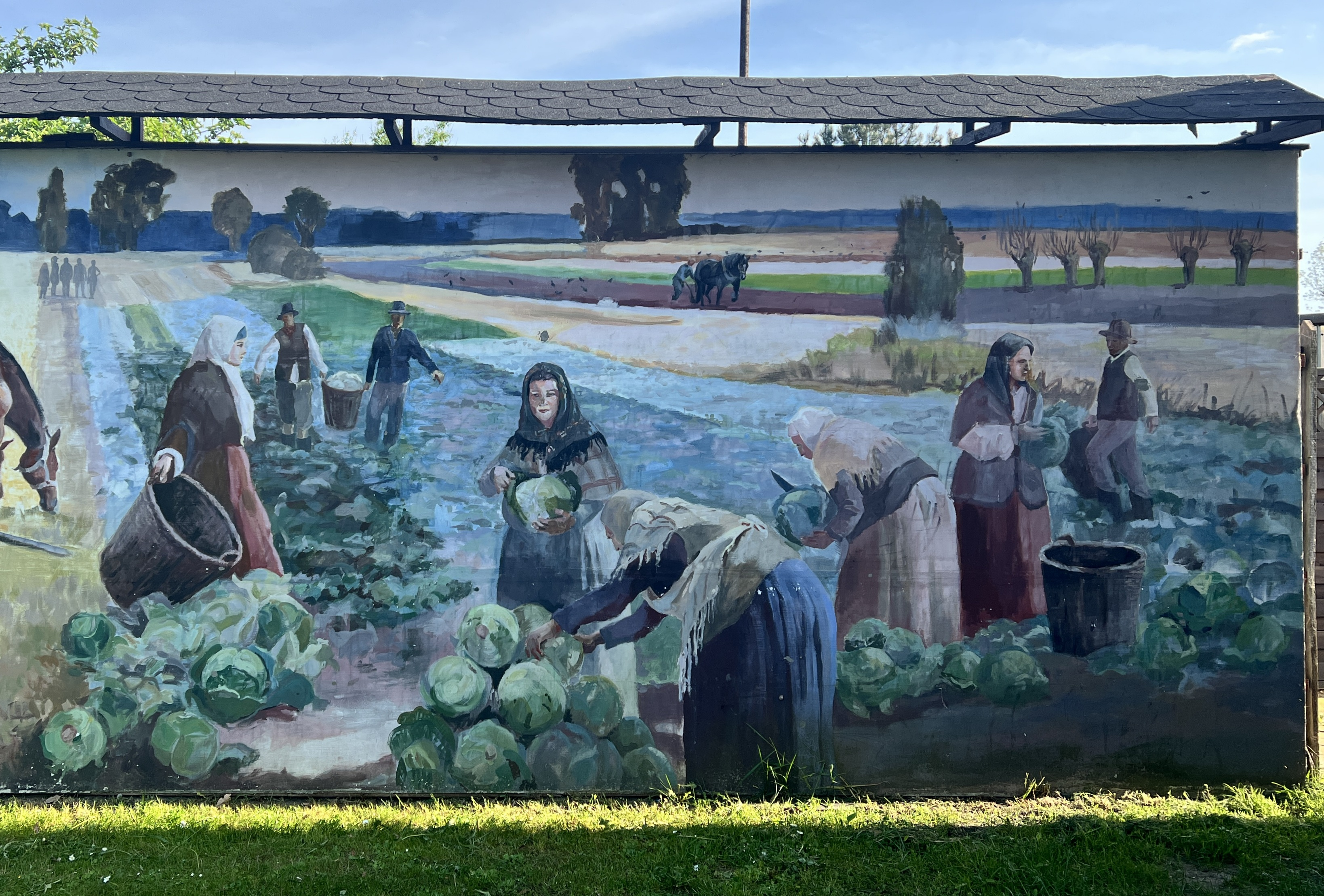
Mural z serii „Cztery pory roku”
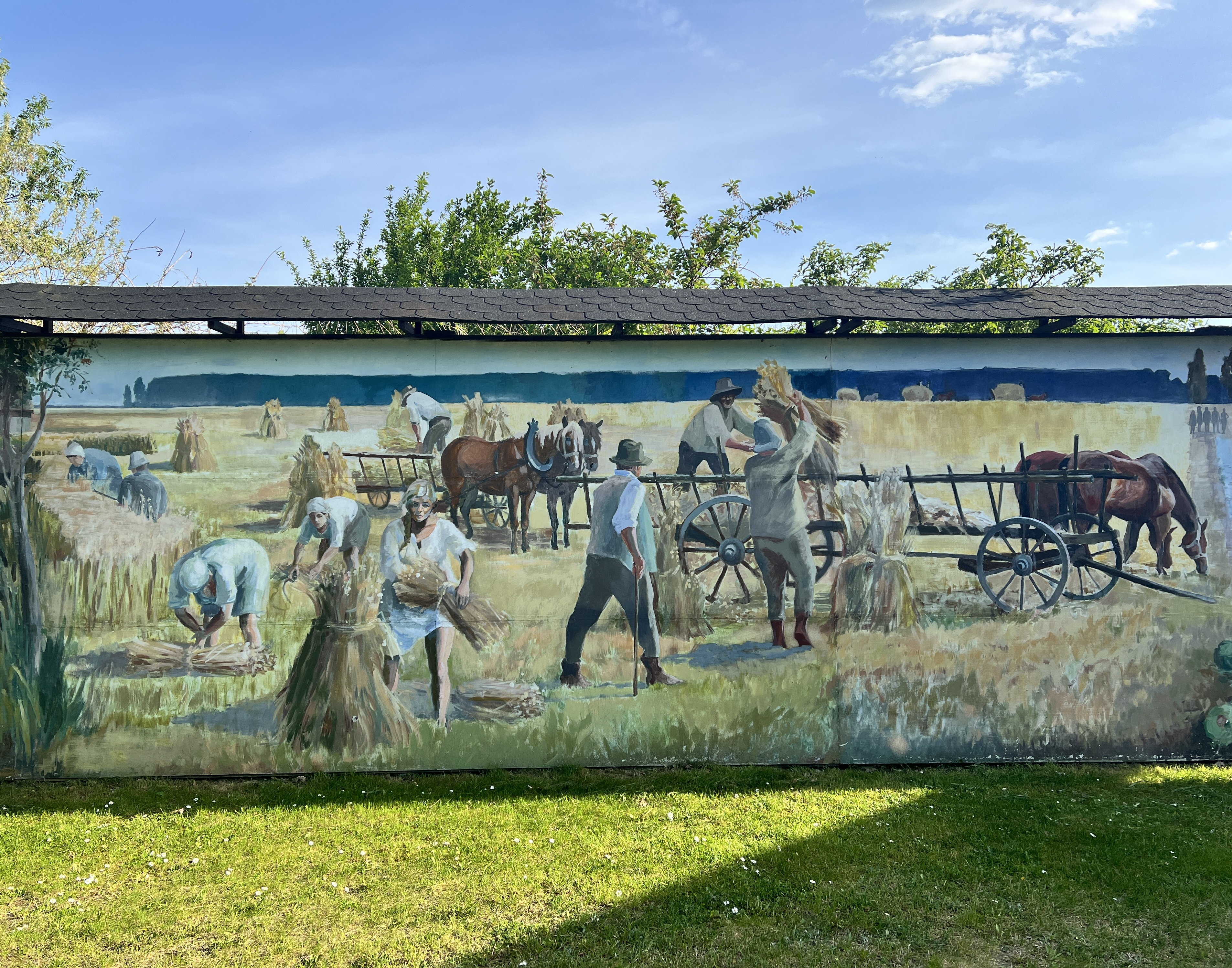
Mural z serii „Cztery pory roku”
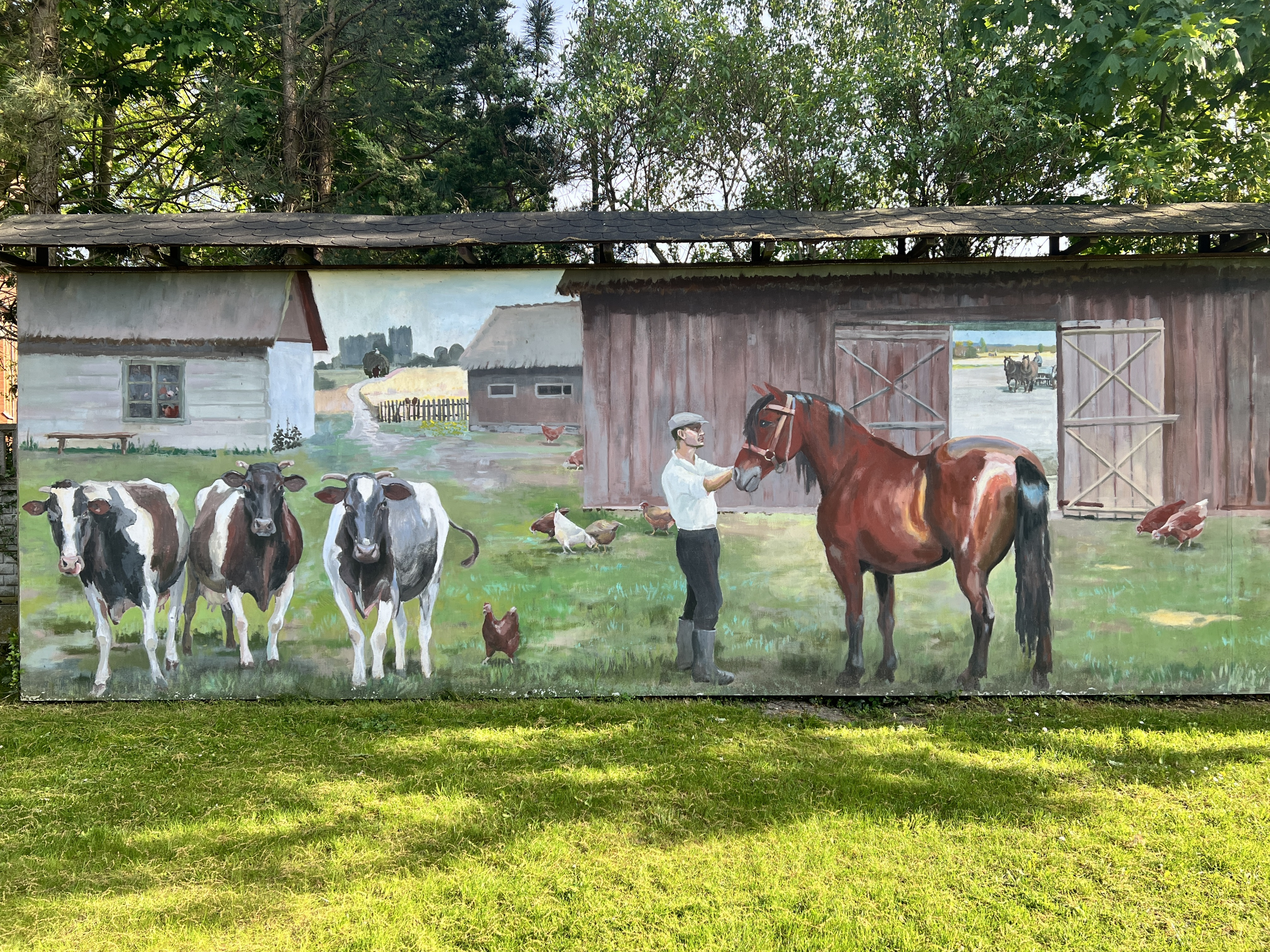
Mural z serii „Cztery pory roku”
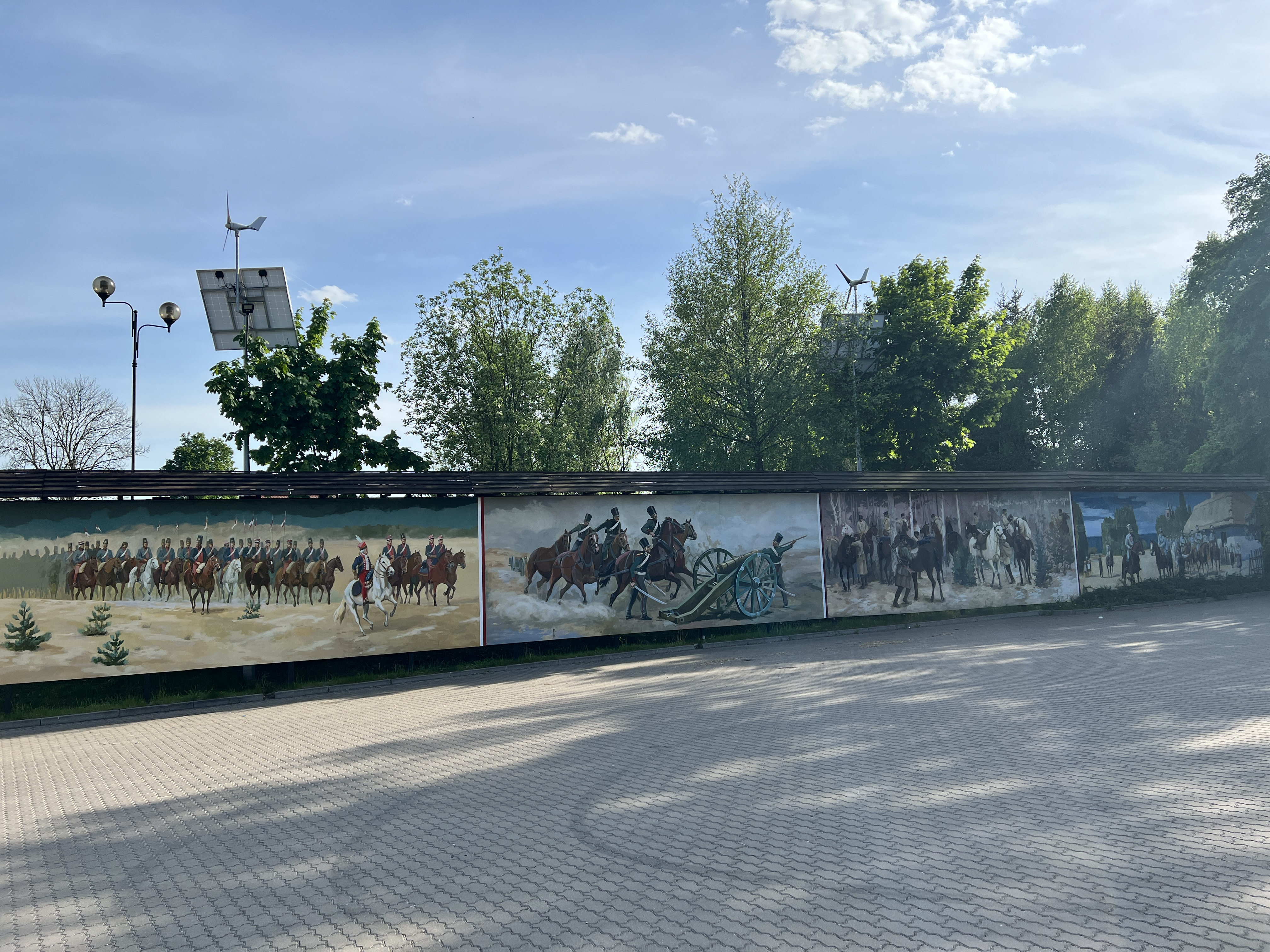
Mural z 2018 r.